# رعب مفاجئ (كتاب)
رعب مفاجئ (بالإنجليزية: Sudden Terror) هو كتاب جريمة حقيقي كتبه لاري كرومبتون. يستند الكتاب إلى الحالة الفعلية لمجرم المنطقة الشرقية، والمعروف أيضًا باسم مطارد الليل الأصلي. تم نشر الكتاب من قبل أوثر هاوس في إنديانا الأمريكية ولك في عام 2010. يحكي الكتاب قصة قاتل ومغتصب وسارق متسلسل، ارتكب ما لا يقل عن 13 جريمة قتل، وأكثر من 50 حالة اغتصاب، وأكثر من 100 عملية سطو في كاليفورنيا من عام 1974 إلى عام 1986، كما ويُعتقد أنه مسؤول عن ثلاث عمليات إجرامية على الأقل في جميع أنحاء ولاية كاليفورنيا.

## محتويات
يحتوي الكتاب على 71 فصلاً، بالإضافة لمقدمة وإهداء وشكر وتقدير.